# 康韋 (愛荷華州)
康韋（英語：Conway）是一個位於美國愛荷華州泰勒縣的城市。

## 地理
康韋的座標為40°44′50″N 94°37′10″W / 40.74722°N 94.61944°W，而該地的平均海拔高度為369米（即1211英尺）。

## 人口
根據2010年美國人口普查的數據，康韋的面積為0.57平方千米，當中陸地面積為0.57平方千米，而水域面積為0.00平方千米。當地共有人口41人，而人口密度為每平方千米71人。